# Typhlops pusillus
Typhlops pusillus este o specie de șerpi din genul Typhlops, familia Typhlopidae, descrisă de Barbour 1914. Conform Catalogue of Life specia Typhlops pusillus nu are subspecii cunoscute.